# Upphovsrätt i Finland

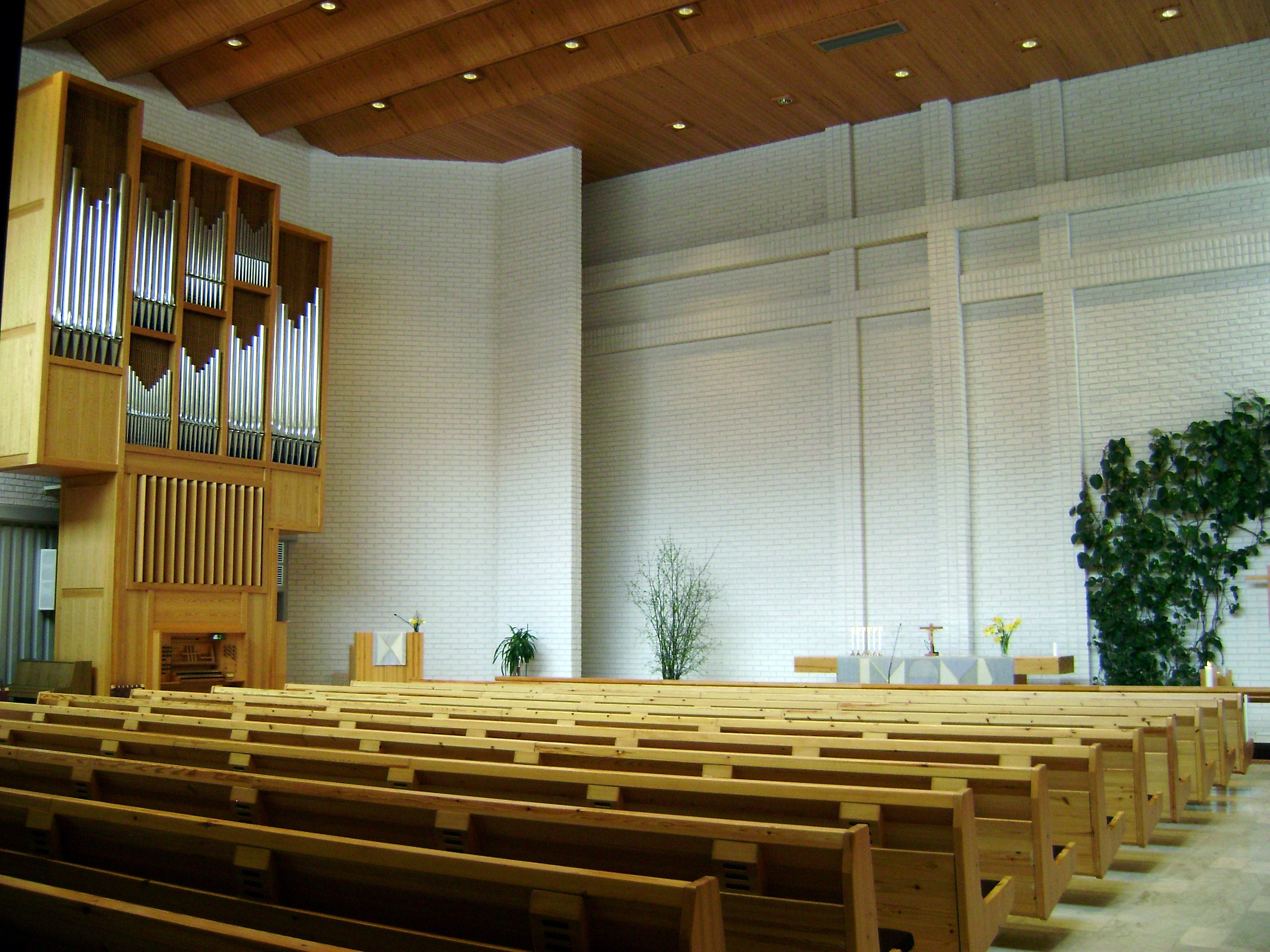
Enligt lagen har arkitekten Pertti Pakkala ingen upphovsrätt på denna interiörbild av en kyrka i Kuopio (byggår 1983)

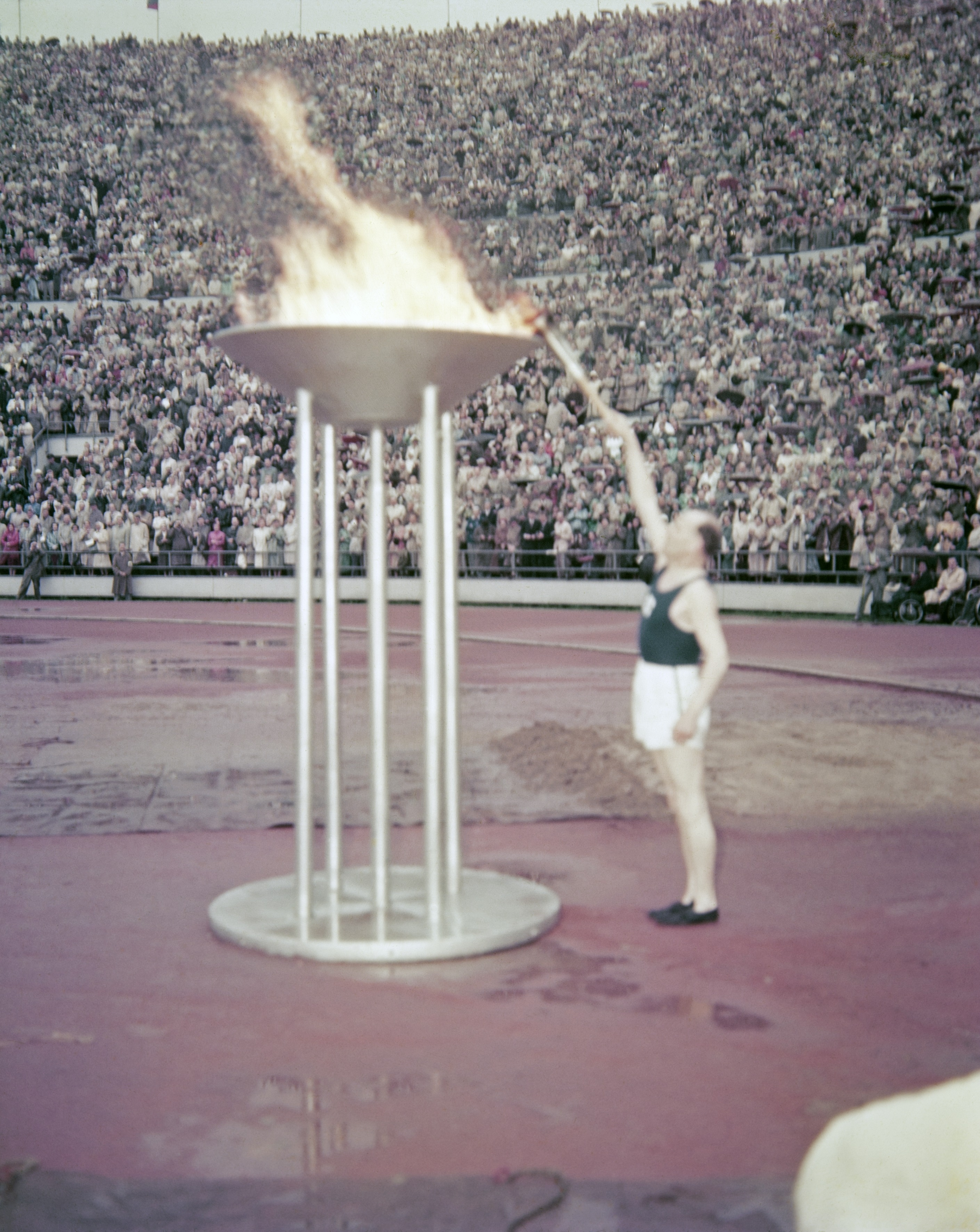
Enligt Upphovsrättsrådets utlåtande 2003:6 har denna bild på Paavo Nurmis tändning av den olympiska elden 1952 inte verkshöjd.

Upphovsrätten i Finland följer den Europeiska unionens direktiv om upphovsrätt och Bernkonventionen för skydd av litterära och konstnärliga verk. Upphovsrätten till verk gäller så länge upphovsmannen lever och 70 år efter utgången av hans eller hennes dödsår.
Som huvudregel har upphovsmannen ensamrätt på att framställa exemplar av verket och göra det tillgängligt för allmänheten under den tid upphovsrätten gäller. Denna rätt har ofta helt eller delvis överlåtits till annan. Oberoende av ensamrätten får verket eller delar av det kopieras till exempel för eget bruk eller i stöd av citaträtten. Upphovsmannen har i allmänhet rätt att bli omnämnd i enlighet med god sed då hans verk utnyttjas.
Organisationer som representerar ett stort antal upphovsmän inom ett visst område har rätt att avtala om användning av verken på vissa sätt, vilket innebär att till exempel musiker betalar en fastställd ersättning för rätten att uppföra ett musikstycke, istället för att skillt komma överens med de enskilda upphovsrättsinnehavarna.

## Panoramafrihet
Den finska lagen säger i 25 a §: "Byggnader får fritt avbildas" och detta tolkas så att panoramafrihet för arkitektur även gäller interiörbilder. För andra konstverk finns det dock begränsningar om verket är avbildningen huvudmotiv. Sådana bilder kan inte utan tillstånd användas i förvärvssyfte, annat än till exempel i samband med recensioner.

## Fotografier
Enligt lagtexten njuter fotografier inte automatiskt upphovsrätt som konstnärliga verk. I 49 a § stadgas att ensamrätten att publicera fotografier gäller i 50 år efter att fotografiet framställdes. Om ett fotografi är föremål för upphovsrätt (det vill säga att det har verkshöjd), får istället upphovsrätten göras gällande.
Genom den förnyade upphovsrättslagen som trädde i kraft 1 januari 2006 kunde fotografier som fortfarande var skyddade enligt den äldre lagen få upphovsrättsligt skydd som verk.

## Myndighetsbeslut
Lagar, förordningar, statsfördrag och myndighetsbeslut är fria från upphovsrätt, liksom ”yttranden” av myndigheter eller andra offentliga organ samt översättningar som ett offentligt organ gjort av dessa. Detta undantag i upphovsrätten begränsar sig inte till själva texten, utan gäller beslutet eller yttrandet i sin helhet.
Avsaknaden av upphovsrätt gäller inte självständiga verk som ingår i besluten eller yttrandena. Verk som ingår skall endast i sällsynta fall betraktas som självständiga, men också till exempel fotografiska bilder behåller sitt skydd, förutsatt att de skall betraktas som självständiga.

## Opublicerade verk
En medborgare, fast bosatt eller juridisk person inom EES som publicerar verk som omfattats av upphovsrätten, men inte publicerats, och för vilka skyddstiden har löpt ut, får de ekonomiska rättigheterna till verket för en tid på 25 år. Rättigheterna är de samma som enligt normal upphovsrätt (ensamrätt på att tillverka exemplar och göra verket tillgängligt för allmänheten), men de räknas inte som upphovsrätt och omfattas därmed inte av Bernkonventionen.
Skyddet för första publikation infördes på basen av ett EU-direktiv. Motsvarande bestämmelser finns alltså också i andra EU-länders lagstiftning. Direktivet har sedermera ersatts med Europaparlamentets och rådets direktiv 2006/116/EG av den 12 december 2006 om skyddstiden för upphovsrätt och vissa närstående rättigheter.

## Privat bruk
Varje fysisk person får göra enstaka kopior av offentliggjorda verk ”för sitt enskilda bruk”. Detta enskilda bruk har ansetts omfatta också användning inom den närmaste familje- och vänkretsen, men omfattar inte användning för förvärvsverksamhet. Kopieringen får skötas av annan, utom vad gäller musik, film, bruksföremål, skulpturer och konstnärlig kopiering. Upphovsrättsinnehavarna har rätt till kompensation för sådan användning genom en avgift som betalas för till exempel tomma CD-skivor. Rätten gäller inte datorprogram och databaser i maskinläsbar form, för vilka man endast vid behov får göra en säkerhetskopia respektive de exemplar användningen kräver, och inte byggnadsverk. Kopior får sedan 2006 inte göras av verk skyddade genom effektiva tekniska åtgärder, utom vad gäller datorprogram.

## Lex Karpela
En större ändring av upphovsrättslagen genomfördes 2005. Ändringarna omfattade bland annat det mycket kontroversiella förbudet att kringgå tekniska åtgärder avsedda att hindra kopiering av upphovsrättsskyddade verk. Ändringen kallades Lex Karpela enligt den ansvariga ministern.
Paragraferna om tekniska åtgärder och kontroversen kring dem motsvarar DMCA i USA, också om skyddet inte är lika långtgående. Att kringgå skyddet för att kunna se eller lyssna till en laglig kopia av ett verk är tillåtet, men att kommersiellt tillhandahålla redskapen är förbjudet, förutsatt att skyddet är en effektiv teknisk åtgärd för ändamålet. Det är mycket oklart vilka DRM-system som omfattas. I lagens förarbeten konstateras att regionkodning i dvd-skivor inte kan anses vara en sådan teknisk åtgärd, då regionkodningen inte på något sätt hindrar spridning av skivorna. Inte heller sådana åtgärder som lätt kan kringgås av misstag omfattas.